# Chromosom 1
Ten artykuł należy dopracować:

przedstawiono sytuację tylko z ludzkiej perspektywy – artykuł powinien być przekrojowy.
Pomóż go poprawić. 

Chromosom 1 – największy ludzki chromosom. Jego DNA liczy około 249 milionów par nukleotydów (dokładnie 248 956 422). Chromosom 1 zawiera około 8% materiału genetycznego komórki człowieka. Ustalono, że znajduje się na nim 3141 genów. Liczbę polimorfizmów pojedynczych nukleotydów (SNP) szacuje się na około 740 000.

## Geny
- ACADM
- ASPM
- COL11A1
- CPT2
- DBT
- DIRAS3
- ESPN
- F5
- FMO3
- FRAP
- GALE
- GBA
- GJB3
- GLC1A
- HFE2
- HMGCL
- HPC1
- IRF6
- KCNQ4
- KIF1B
- LMNA
- MFN2
- MPZ
- MTHFR
- MTR
- MUTYH
- PARK7
- PINK1
- PLOD1
- PPOX
- PRDM16
- PSEN2
- SDHB
- TSHB
- UROD
- USH2A.

## Choroby
Liczba chorób genetycznych związanych z mutacją w obrębie chromosomu 1 jest największa wśród wszystkich chromosomów; obecnie ocenia się ją na około 890. Niektóre z nich to:
- choroba Alzheimera
- niedobór palmitoilotransferazy karnityny II
- choroba Charcota-Mariego-Tootha
- wrodzona niedoczynność tarczycy
- zespół Ehlersa i Danlosa
- rodzinna polipowatość gruczolakowata
- galaktozemia
- GNB1
- choroba Gauchera
- jaskra
- hemochromatoza
- zespół Hutchinsona-Gilforda
- zespół monosomii 1p36
- choroba syropu klonowego
- homocystynuria
- choroba Parkinsona
- zespół Sticklera
- zespół Ushera
- zespół Van der Woude
- niektóre postacie porfirii
- zespół Zellwegera
- zespół Barttera
- zespół Waardenburga
- zespół Wernera
- zespół Li-Fraumeni 3
- epidermolysis bullosa
- wrodzona obojętność na ból z anhydrozą
- zespół hemolityczno-mocznicowy
- zespół płetwistości podkolanowej
- zespół małopłytkowości i aplazji kości promieniowej
- niedobór reduktazy kortyzonu
- zespół Martsolfa
- skóra pergaminowa
- zespół Chediaka-Higashiego
- arytmogenna dysplazja prawej komory
- trimetyloaminuria